# FC Kuusysi
Il FC Kuusysi, nota anche come Kuusysi Lahti, è una società calcistica finlandese con sede a Lahti. Il Kuusysi ha vinto 5 volte il campionato finlandese e 2 volte la coppa di Finlandia. Nel 1996 si è fuso con il Lahden Reipas per dar vita al Football Club Lahti. Rifondato nel 2007, nella stagione 2017 gioca nella Kakkonen, terza divisione del campionato finlandese di calcio, con il nome Lahti Akatemia.

## Storia

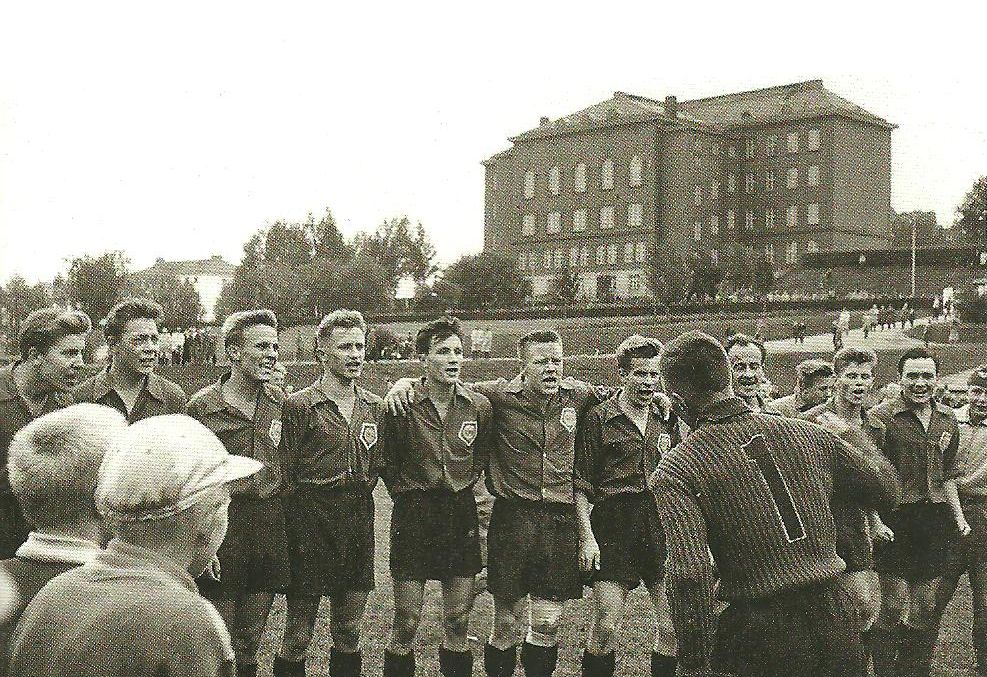
Formazione del Lahden Pallo-Miehet nel 1957.

La società fu fondata il 24 aprile 1934 con il nome di Lahden Pallo-Miehet. Nel 1939 disputò la sua prima stagione nella seconda divisione nazionale, dove ritornò nel 1958. Nel 1963 con l'arrivo di un ricco sponsor ci fu il cambio di denominazione in Upon Pallo. E nel 1964 la squadra vinse il suo girone di Suomensarja e venne promossa per la prima volta in Mestaruussarja, la massima divisione del campionato finlandese di calcio. Alla prima stagione in Mestaruussarja, nonostante i 20 punti conquistati e la differenza reti positiva, l'Upon Pallo concluse al decimo posto e retrocesse in Suomensarja. La permanenza in seconda serie durò un solo anno e nel 1967 era nuovamente in Mestaruussarja.
Nel 1969 venne meno lo sponsor principale e ci fu un nuovo cambio di denominazione prima in Palloseura Lahti-69 e poi nel 1974 in FC Kuusysi. Nonostante il cambio di denominazione nel 1974 arrivò la retrocessione in seconda divisione, categoria in cui rimase per sette stagioni. Nel 1981 venne promosso in Mestaruussarja e nel 1982 vinse il campionato per la prima volta nella sua storia: dopo aver concluso la stagione regolare al sesto posto, vinse cinque delle sette partite della seconda fase, conquistando la vetta della classifica e il campionato. Sempre nel 1982 fece il suo esordio in una competizione europea, partecipando alla Coppa delle Coppe 1982-1983 in qualità di finalista della Suomen Cup 1981, persa per 4-0 contro l'HJK, e venendo subito eliminato dai turchi del Galatasaray. Nel 1983 non seppe ripetere l'impresa dell'anno precedente, ma vinse la Suomen Cup, battendo in finale l'Haka per 2-0. Grazie alla vittoria del campionato 1982, il Kuusysi esordì in Coppa dei Campioni nell'edizione 1983-1984, venendo però subito eliminato nei sedicesimi di finale dalla Dinamo Bucarest. Nel 1984 vinse il campionato per la terza volta, sconfiggendo il TPS nella finale scudetto. Nella Coppa dei Campioni 1985-1986 il Kuusysi raggiunse i quarti di finale, rappresentando il più alto risultato raggiunto in una competizione europea: dopo aver eliminato gli jugoslavi del Sarajevo prima e i sovietici dello Zenit Leningrado dopo, nei quarti di finale affrontarono i romeni della Steaua Bucarest, che ebbero la meglio grazie alla vittoria per 1-0 a Lahti. Nel 1986 il Kuusysi portò a tre il numero di campionati vinti, che salirono poi a quattro con la vittoria dell'ultima edizione di Mestaruussarja nel 1989. Nella prima edizione della Veikkausliiga nel 1990, nonostante avesse concluso la stagione regolare al primo posto in classifica, perse la finale per il titolo contro l'HJK. E nel 1991 vinse il suo quinto campionato, distanziando di un solo punto il Mikkelin Palloilijat. Nelle due stagioni successive concluse il campionato nelle prime posizioni, ma poi crollò vistosamente fino a concludere la Veikkausliiga 1995 al tredicesimo posto, retrocedendo in Ykkönen.
Nell'autunno 1996, a causa delle reciproche difficoltà finanziarie, il Kuusysi si fuse con il Lahden Reipas, dando vita al Football Club Lahti, che mantenne la posizione in Ykkönen. Negli anni successivi il Kuusysi continuò l'attività nelle categorie giovanili. Nel 2007 il FC City Stars Lahti, attivo dal 1982, entrò a far parte della società FC Kuusysi, disputando il campionato di Kakkonen, terzo livello nazionale. Solamente nel 2011 la squadra assunse nuovamente la denominazione di Kuusysi, che tenne anche nel 2012. Nel 2013, invece, la squadra venne iscritta al campionato di Kakkonen con la denominazione di Lahti Akatemia.

## Palmarès

### Competizioni nazionali
- Campionato finlandese di calcio: 5

1982, 1984, 1986, 1989, 1991
- Suomen Cup: 2

1983, 1987
- Ykkönen: 1

1981

### Altri piazzamenti
- Campionato finlandese:

Secondo posto: 1987, 1988, 1990, 1992
- Suomen Cup:

Finalista: 1981, 1984, 1991